# سیلویوس (اسطوره)

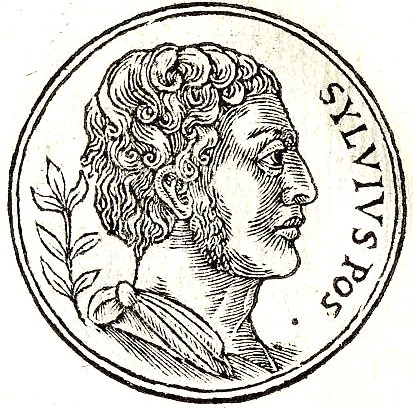
سیلویوس

سیلویوس (لاتین: Silvǐus) در اسطوره‌شناسی روم یا پسر آئنیاس و لاوینیا یا پسر آسکانیوس بود. او جانشین آسکانیوس به عنوان پادشاه پادشاهی آلبا لونگا شد و ۱۱۳۹–۱۱۱۰ قبل از میلاد سلطنت کرد.